# Artsvik

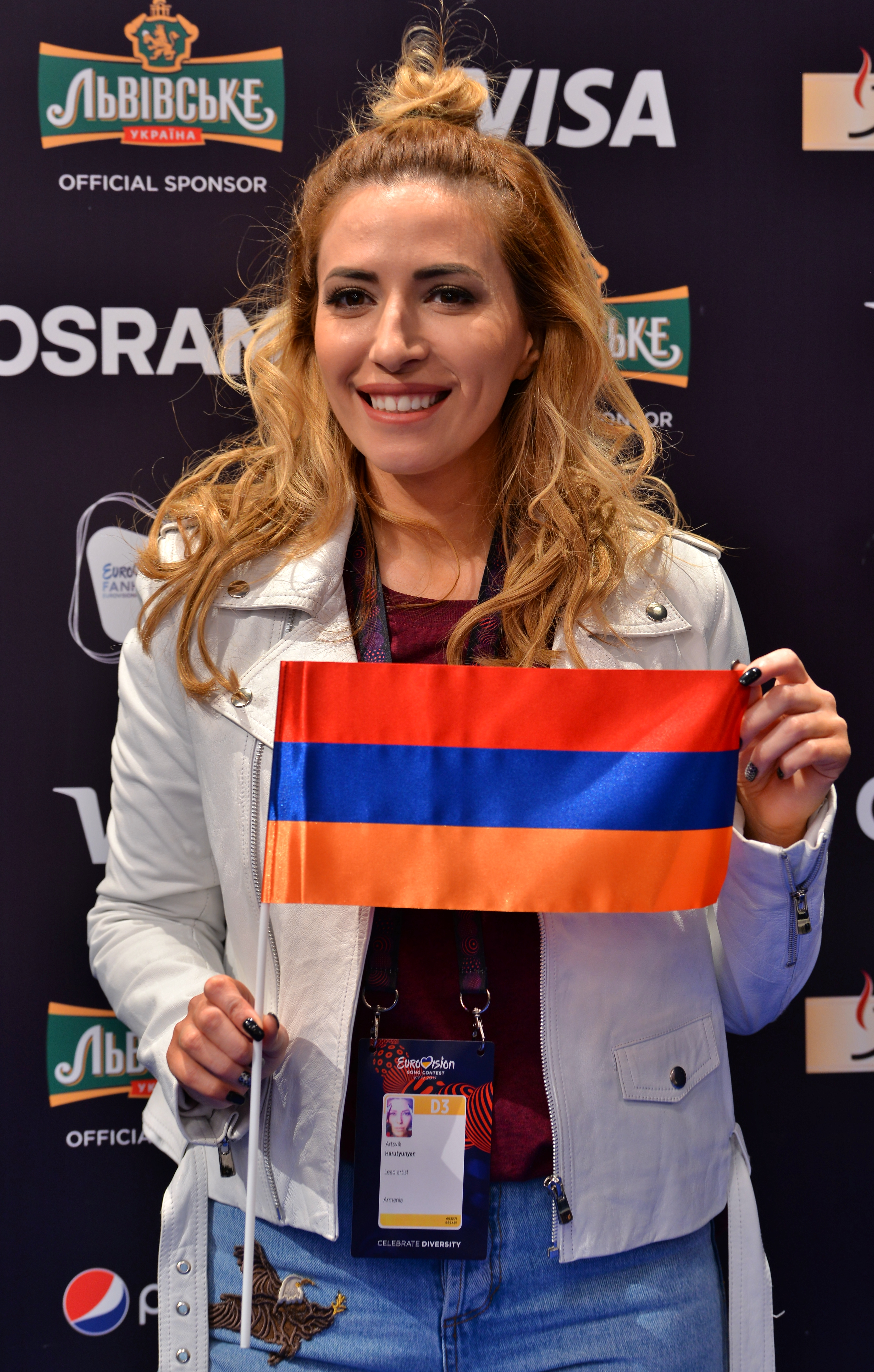
Artsvik (2017)

Artsvik, eigentlich armenisch Արծվիկ Հարությունյան, Arzwik Harutjunjan (* 21. Oktober 1984 in Kapan, Armenische SSR, Sowjetunion) ist eine armenische Sängerin. Sie vertrat Armenien beim Eurovision Song Contest 2017 mit dem Lied Fly With Me.

## Leben
Artsvik nahm 2013 erstmals an einer Castingshow teil. Bei Golos, der russischen Version von The Voice, erreichte sie im Team von Pelageja die Battles.
2016 nahm sie am Depi Jewratessil, dem armenischen Vorentscheid zum Eurovision Song Contest, teil und gewann im Team von Essaï Altounian (armenisch Jessaji Altunjan), der Armenien beim Eurovision Song Contest 2015 als Teil von Genealogy vertreten hatte. Sie durfte Armenien somit 2017 beim ESC in Kiew vertreten. Da der Vorentscheid auch dem Format von The Voice entsprach und lediglich gecoverte Lieder gesungen wurden, wurde das Lied erst später bekannt gegeben. 
Beim ersten Halbfinale qualifizierte sie sich mit dem 7. Platz für das Finale, wo sie mit 79 Punkten den 18. Platz von 26 Plätzen erreichte.

## Diskografie
Singles
- 2014: Why
- 2014: No Fear
- 2015: I Say Yes
- 2017: Fly With Me
- 2017: Mna Du